# Felice Antonia Miradori
Felice Antonia Miradori (Cremona, 1637 – ...) è stata una pittrice italiana.

## Biografia[1]
Nata intorno al 1637, Miradori fu una pittrice cremonese di origine ligure.
Era figlia del pittore genovese Luigi Miradori, noto come il Genovese, e di Anna Maria Ferrari, anch'ella nativa del capoluogo ligure; inoltre era la sorellastra del pittore Giacomo, figlio di primoletto del padre. 
Miradori è ricordata per la sua "avvenenza" e per la sua abilità di ritrattista: della sua attività pittorica non sono giunte opere di attribuzione certa.